# آق‌لر
آق‌لر، روستایی از توابع بخش مراوه تپه شهرستان مراوه تپه در استان گلستان ایران است.

## جمعیت
این روستا در دهستان مراوه تپه قرار دارد و براساس سرشماری مرکز آمار ایران در سال ۱۳۸۵، جمعیت آن ۲۰۵ نفر (۴۰خانوار) بوده‌است.